# Gien
Gien é uma comuna francesa na região administrativa do Centro, no departamento Loiret. Estende-se por uma área de 67,81 km². Em 2010 a comuna tinha 14 144 habitantes (densidade: 208,6 hab./km²).